# Замковый мост (Вильнюс)
За́мковый мост (лит. Pilies tiltas) — автодорожный железобетонный балочный мост через реку Вильню в Старом городе Вильнюса, Литва. Переброшен через Вильню при впадении её в Вилию (Нярис), у северо-восточной оконечности Нижнего Виленского замка.
Мост включён в Регистр культурных ценностей Литовской Республики как объект регионального значения и охраняется государством (код 11629).

## Расположение
Мост соединяет улицу Арсенало (Arsenalo gatve) с улицей Тадеуша Костюшко (Tado Kosciuškos gatve) в Старом городе.

## Название
Первый мост, построенный в конце XVIII века, назывался Артиллерийским, по расположенному рядом с ним арсеналу Нижнего замка. В XIX веке мост, построенный на месте первого моста, получил название Михайловского. Существующее название возникло после перестройки моста в 1893 году и дано по расположенному рядом Нижнему замку.
Также существовало наименование Антокольский (Антакальнисский) мост, поскольку за ним начиналась дорога, ведущая в вильнюсский район Антоколь (Антакальнис).

## История
Первый мост через Вильню при впадении её в Вилию был построен в конце XVIII века. Этот мост долго не простоял, ибо был разрушен наводнением 1800 года.
Позже на этом был построен новый деревянный мост. Однако к 1855 году он также пришёл в аварийное состояние. В 1892—1893 годах по проекту виленского городского инженера Ю. Янушевского был построен металлический балочный мост. 
В 1964 году по проекту инженера Каунасского филиала института «Промтрансниипроект» А. Петрелевичуса мост был реконструирован. В ходе работ металлические балки были заменены железобетонными, мост был расширен по обеим сторонам, благодаря чему получил пешеходные тротуары шириной по 3 м с каждой стороны проезжей части, ширина которой достигла 15 м. При этом была утрачена оригинальная чугунная решётка. В 1992 году в ходе ремонта мосту был возвращён оригинальный архитектурный облик: отреставрирована гранитная облицовка береговых устоев и восстановлена оригинальная решётка по чертежам Юлиана Янушевского.

## Конструкция

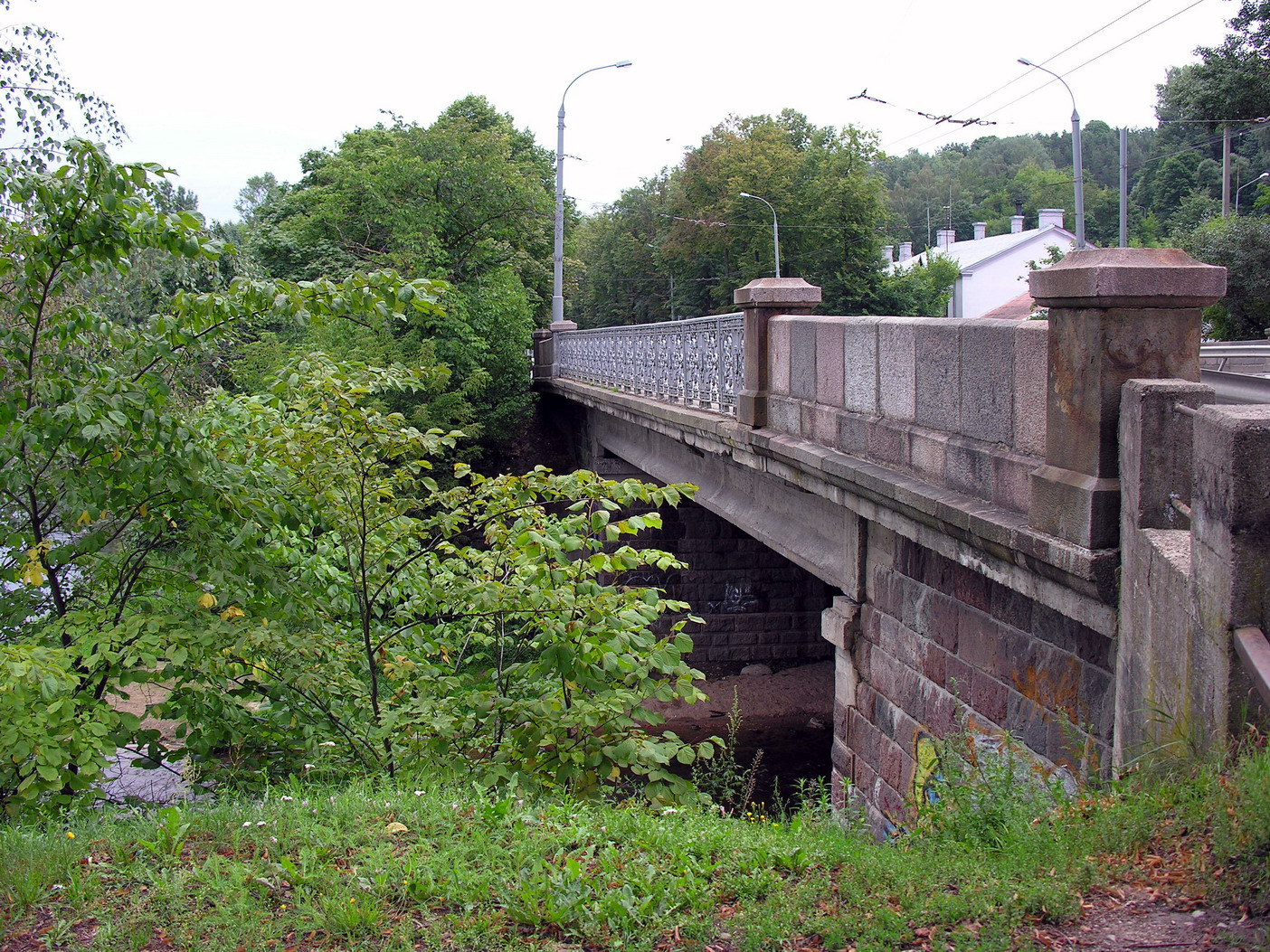
Замковый мост со стороны левобережного берегового устоя

Мост однопролётный балочный. Пролётное строение составлено из неразрезных железобетонных балок. Береговые устои каменные, частично бетонные, облицованные тёсаными гранитными блоками. 
Пролётное строение ограждено чугунной решёткой. Части моста, образованные береговыми устоями, ограждены гранитными парапетами, обрамлёнными невысокими четырёхугольными гранитными колоннами, увенчанными квадратными капителями.

### Решётка моста

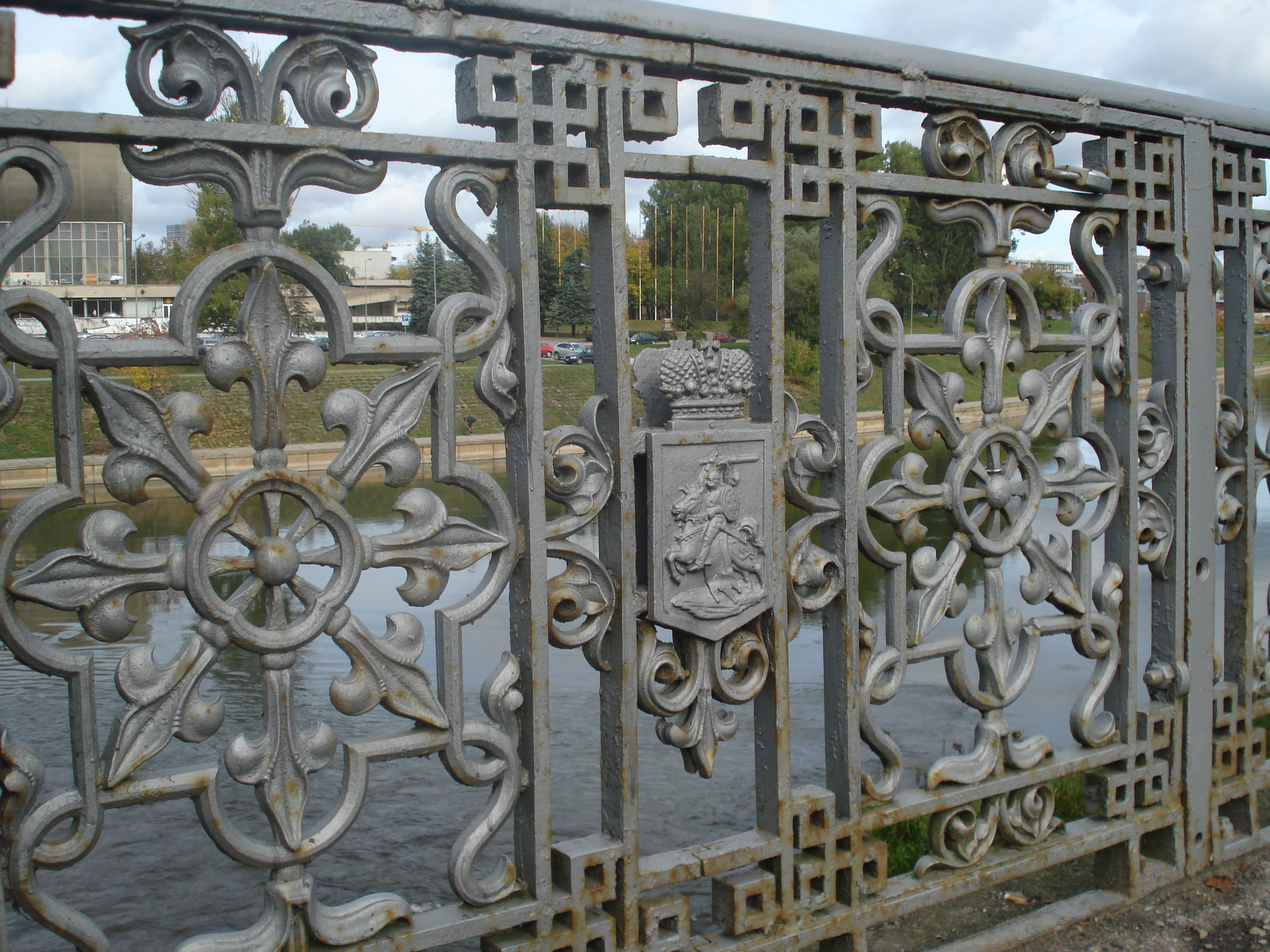
Решетка моста с гербом Виленской губернии

Пролётное строение моста, открытого в 1893 году был ограждено чугунной решёткой, изготовленной по рисунку автора моста Ю. Янушевского. В центре каждого звена решётки был изображён герб Виленской губернии, представляющий собой герб Великого княжества Литовского, увенчанный российской Большой императорской короной.
Герб на решётке моста несколько отличался от официально утверждённого герба Виленской губернии: крест на щите у всадника был не восьмиконечным патриаршим крестом, как полагалось согласно утверждённому Александром II описанию герба, а шестиконечным лотарингским крестом, как в оригинальном гербе Великого княжества Литовского. Тем не менее никаких нареканий это не вызвало.
Решётка осталась нетронутой как во время вхождения Вильнюса в состав Польши (1922—1939), так и во время оккупации Вильнюса войсками гитлеровской Германии во время Второй мировой войны (1941—1944) и в первые годы советской власти в Литве (1939—1941, 1944—1964). Однако в ходе реконструкции 1964 года она была заменена на нейтральную кованую решетку — возможно, из-за того, что благодаря лотарингскому кресту герб на решетке слишком напоминал довоенный герб независимой Литвы, известный также как Витис. Лишь в ходе реконструкции 1994 года на мост была возвращена оригинальная решётка, отлитая согласно чертежам Ю. Янушевского.